# Tagalaht
Tagalaht (deutsch Taggabucht, schwedisch Taggaviken) ist eine Bucht auf der größten estnischen Insel Saaremaa im Kreis Saare. In der sich nach Norden öffnenden Bucht liegen die Inseln Ipurahu, Väike Roograhu, Roograhu, Paskarahu, Mustassaar und 22 weitere namenlose Inseln. Während des Unternehmens Albion 1917 landeten die deutschen Truppen in der Bucht.